# Canal do Cassiquiare

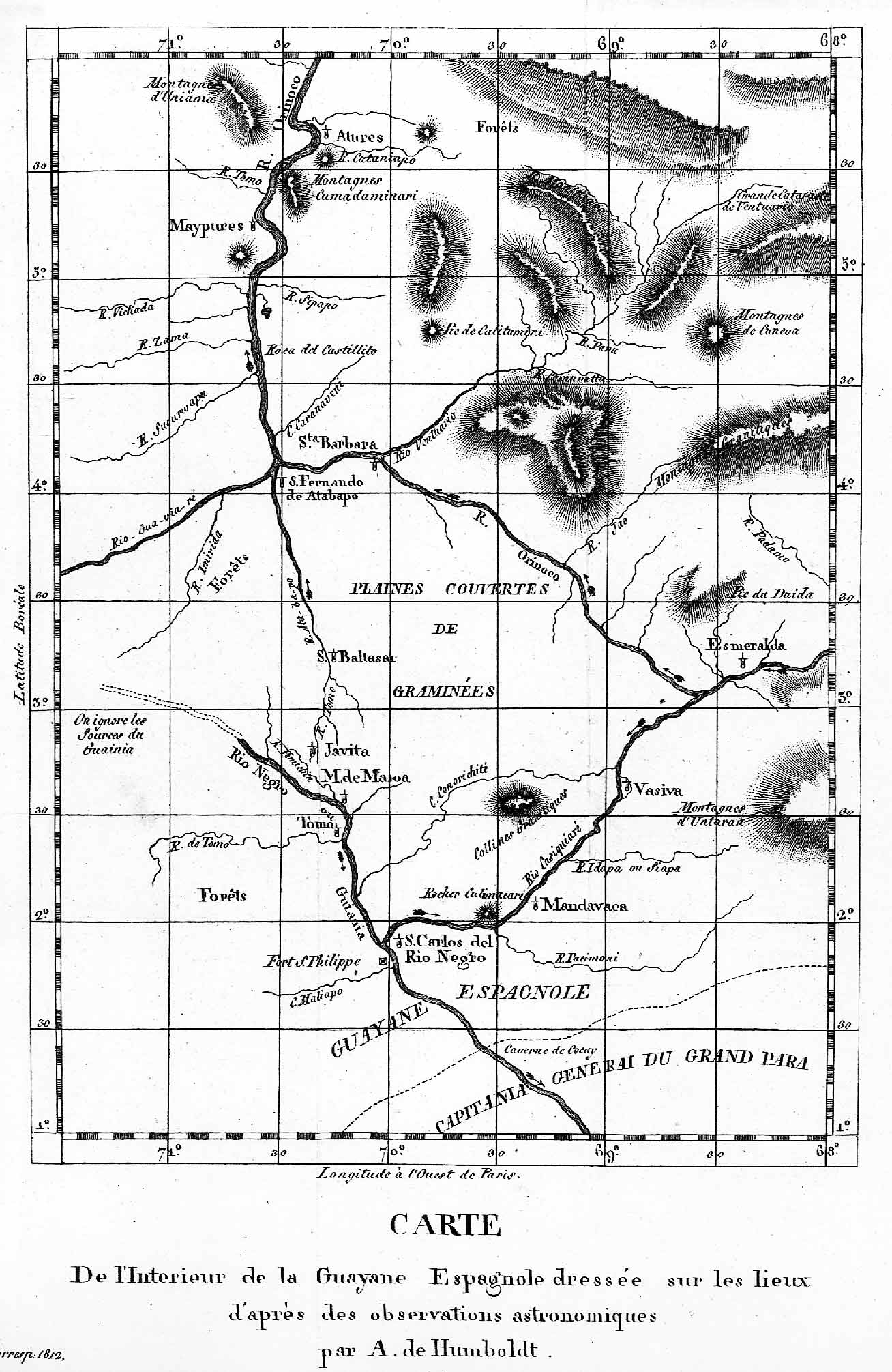
Mapa do Cassiquiare elaborado com base nas observações de Alexander von Humboldt.

O canal do Cassiquiare, também designado por canal Casiquiare ou rio Cachequerique, é um canal natural e bifurcação fluvial com 326 km de comprimento que se desenvolve entre a margem esquerda do rio Orinoco, na Venezuela, e a margem esquerda do rio Negro, afluente do rio Amazonas, na fronteira entre a Venezuela e a Colômbia. O Cassiquiare interliga assim duas das mais importantes bacias hidrográficas do mundo: a do Amazonas, a maior do planeta, com de 6 200 000 km²; e a do Orinoco, a terceira maior da América do Sul, com uma área de 948 000 km². Na sua totalidade aquelas bacias perfazem uma superfície conjunta de 7 850 000 de quilómetros quadrados, correspondentes a 44% do território da América do Sul. O canal é uma ocorrência geográfica raríssima, resultante da captura fluvial de uma bifurcação de outro curso de água, a qual faz da região do estado brasileiro do Amazonas ao nordeste dos rios Solimões e Amazonas, os estados brasileiros do Amapá e Roraima, a parte da Venezuela a leste do Orinoco e as três Guianas uma única e gigantesca ilha marítimo-fluvial, a Ilha das Guianas, tecnicamente a segunda maior ilha do mundo atrás somente da Groenlândia.

## Geografia
O canal do Cassiquiare não resulta de um simples fenómeno de captura fluvial, o qual teria cortado completamente o curso do Orinoco no seu ramo para noroeste durante a longa história geológica da região. Sua origem pode ser decorrente da presença de um fundo rochoso cuja erosão é dificultada pela resistência das rochas graníticas que formam o embasamento dos rios locais. 
A proximidade das elevações do Cerro Duida e o aporte de grandes caudais sólidos pelos afluentes da margem direita, que trazem sedimentos de grande calibre para o Orinoco, têm sido apontados como possíveis causas do surgimento da bifurcação fluvial. Tal terá resultado do depósito de grandes camadas de sedimentos grosseiros no leito do rio, dando origem a uma divisão das correntes através da formação de um descarregador natural. Os braços formados, dada a baixa pendente do território na zona e a proximidade da linha de divisão hidrográfica entre as bacias do Orinoco e do Amazonas, não voltam a encontrar-se, divergindo progressivamente até encontrarem aqueles rios.
O canal tem 326 km de comprimento, desenvolvendo-se entre uma bifurcação sita na margem esquerda do rio Orinoco, na Venezuela, a cerca de 32 km a jusante da povoação de La Esmeralda, e a margem direita do rio Negro, afluente do rio Amazonas, nas imediações do pequeno porto de Solano, a jusante da cidade venezuelana de San Carlos de Río Negro na fronteira entre a Venezuela e a Colômbia. A confluência do canal de Cassiquiare no rio Negro ocorre no ponto onde este deixa de se designar rio Guainía, podendo-se assim afirmar que o rio Negro nasce da confluência do Guainía com o Cassiquiare.
O curso geral do canal é em direcção ao sudoeste, iniciando-se na bifurcação com o Orinoco com uma largura aproximada de 100 m. A corrente à entrada do canal tem uma velocidade aproximada de 1,2 km/h, recebendo cerca de um terço do caudal do Orinoco no ponto de bifurcação. Ao longo do percurso, que inclui vários meandros e recebe numerosos tributários, o rio ganha em volume e velocidade, atingindo os 10 a 15 km/h de velocidade em alguns pontos. Ao aproximar-se do rio Negro, o canal alarga-se consideravelmente, tendo cerca de 564 m de largura no local de inserção. Um segundo canal, o Itinivini, forma-se em época de cheia ligando um trecho do canal, sito a cerca de 70 km da sua desembocadura, a um ponto mais a oeste da margem esquerda do rio Negro (aí ainda designado rio Guainía).
O volume de água capturado no Orinoco é pequeno em comparação com aquele que o canal recebe dos seus tributários, que drenam uma área total de 42 300 km², constituindo-se o canal num importante e caudaloso rio que, se não tivesse encontrado o curso do Orinoco e sido alvo de captura fluvial, seria um afluente importante do rio Negro.
O canal do rio é sinuoso e está em diversos troços obstruído por bancos de areia e por pequenos rápidos escavados na rocha granítica da região. Estes obstáculos tornam dificultosa a navegação na época seca e impedem a passagem de embarcações de médio e grande porte. Existiu um projecto conjunto brasileiro e venezuelano para a sua dragagem e alargamento do leito por forma a permitir a passagem de embarcações até 100 tAB, mas que terá pouca viabilidade dadas as restrições ambientais necessárias à conservação do rio.
O canal desenvolve-se ao longo de uma região aplanada, com um ligeiro declive em direcção ao sudoeste. As suas margens são densamente florestadas, sendo os solos arenosos e aparentemente mais férteis que os solos existentes ao longo do rio Negro. A região é pantanosa, tendo uma densa população de mosquitos sugadores, o que a torna pouco atractiva para habitação humana.
Para oeste do Cassiquiare existe uma ligação mais curta e mais fácil entre os rios Orinoco e Amazonas chamada o istmo de Pimichin, que pode ser facilmente atingida subindo o rio Terni, um pequeno afluente do rio Atabapo, o qual por sua vez desagua no Orinoco. Apesar do curso do Terni ser pródigo em obstruções, acredita-se que poderia ser transformado num canal navegável para pequenas embarcações. O istmo tem apenas 17 km de largura, sendo constituído por terreno pantanoso levemente ondulado que nunca ultrapassa os 15 m de altura acima do rio.
A comunicação das duas bacias através do canal natural do Cassiquiare torna possível a navegação fluvial entre o Brasil e a Venezuela, no trecho São Gabriel da Cachoeira-Puerto Ayacucho, podendo-se obter, nessas localidades, respectivamente, conexão para o delta do Amazonas, em terras brasileiras, ou para o delta do Orinoco, em terras venezuelanas.
Embora não haja linhas regulares de navegação e pouca gente tenha feito esse imenso percurso, é perfeitamente possível sair do Caribe e chegar ao Oceano Atlântico através dos rios amazónicos. O percurso soma mais de 7 000 quilómetros de rios navegáveis: Orinoco, Cassiquiare, Negro e Amazonas, formando uma hidrovia natural, que, embora impondo limitações ao calado e sendo muito pouco utilizada, já está pronta.
A região venezuelana em torno do Cassiquiare foi designada em 1992 como Reserva da Biosfera Alto Orinoco-Casiquiare e integrada no ano de 1993 no sistema de reservas de relevância mundial da UNESCO designado por Man and Biosphere Programme (MAB Programme). A reserva, localizada entre as coordenadas 00° 30' a 04° 40' N e 62° 45' a 66° 34' W, ocupa um território com 82 662 km², coberto maioritariamente por floresta tropical húmida com uma biodiversidade extraordinária, que se desenvolve entre os 100 m de altitude na região do Cassiquiare e os 3 000 m no Cerro Marahuaca. Para além dos objectivos de conservação da natureza, a Reserva Alto Orinoco-Casiquiare pretende manter intacto o território ancestral dos povos ameríndios Yanomami e Ye’kwana, os quais constituem cerca de 10% dos seus 150 000 habitantes (1991). Uma das principais ameaças à conservação da natureza na região vem da mineração ilegal de ouro, por vezes utilizando compostos tóxicos, entre os quais sais de mercúrio.

## A descoberta do Cassiquiare
Terá sido o navegador espanhol Francisco de Orellana quem, no ano de 1535, foi o primeiro europeu a dar notícia da existência no interior do continente sul-americano de guerreiras amazonas e de grandes rios aparentemente interligados por um grande lago sito sob a linha do equador, que seria denominado lago Manoa ou lago de Parimé, nas proximidades do qual ficaria o mítico El Dorado. Orellana, apesar de ter sido o primeiro europeu a navegar do Orinoco ao Amazonas, evidentemente não se apercebeu da incomum configuração do canal Cassiquiare.
Mais tarde, sir Walter Raleigh, na sua expedição de 1596 pelo Orinoco em busca do El Dorado, recolheu informações entre os nativos sobre a interligação, que atribuiu à existência de um grande lago que poderia ser ou não o proprio Rio Amazonas, informação que disseminou nos seus relatos de viagem e acabou também por se difundir pela generalidades das publicações geográficas da época que também sugeriam a existência de outra ligação da bacia do Prata com o Amazonas. A existência de um lago na região ainda constava dos mapas utilizados pela expedição de Alexander von Humboldt no início do século XIX.
Mesmo depois da expedição de von Humboldt, o famoso cartógrafo britânico John Arrowsmith continuou a incluir o lago Manoa nas suas afamadas cartas das Américas, representação que pode ser interpretada como sendo um levantamento cartografico desenhado numa época de cheia prolongada com inversão do curso dos rios, ou um simples um recurso cartográfico para acomodar a existência ali de regiões pantanosas e pouco conhecidas.
A primeira tentativa de descrição completa do canal e não lago, a aparecer na Europa deve-se a um relato feito em 1639 pelo padre jesuíta Cristóbal de Acuña, o qual circulou pelos meios cultos, em particular pelos ligados à Companhia de Jesus, merecendo porém pouca credibilidade, já que uma hipotética bifurcação fluvial de tal magnitude parecia insustentável pluviometricamente e era considerada improvável e antinatural.
Apesar das notícias que circulavam sobre o canal, a primeira descrição fidedigna e testemunhal da sua existência surge apenas em 1744, quando o sacerdote jesuíta Manuel Román, ao subir o curso do rio Orinoco, encontrou um grupo de caçadores de escravos portugueses, originários de um povoado sito nas margens do Rio Negro, que também teriam ali chegado subindo, obviamente na direcção contrária, um rio. Espantado com a continuidade entre as bacias hidrográficas que tal implicava, o padre Román acompanhou-os ao longo do Cassiquiare até ao rio Negro, regressando depois pela mesma via ao Orinoco.
A notícia da descoberta chegou alguns meses mais tarde ao conhecimento de Charles Marie de La Condamine, que pouco depois apresentou perante a Académie Française uma descrição da extraordinária viagem do padre Manuel Román, confirmando assim a existência do canal. Contudo, apesar do prestígio de La Condamine, pouco crédito foi dado ao relato, manifestando-se a maioria dos académicos europeus pela impossibilidade da existência de tão estranho canal.
A existência do canal Cassiquiare apenas foi considerada como verdadeira quando o mesmo foi visitado em 1756 pela Comissão de Demarcação espanhola, criada na sequência do Tratado de Madrid de 13 de Janeiro de 1750 para fixar a fronteira entre as possessões portuguesas e espanholas nas bacias do Orinoco e do Amazonas. Esta Comissão, capitaneada por José de Iturriaga, percorreu demoradamente a região fornecendo provas irrefutáveis da existência do Cassiquiare.
Pouco depois, a 10 de Maio de 1800, o explorador alemão Alexander von Humboldt e o botânico francês Aimé Bonpland atingem a desembocadura do Cassiquiare no rio Negro e exploraram detalhadamente o rio. Na ocasião procedem ao levantamento do seu curso recorrendo à fixação das suas coordenadas através de observações astronómicas. Em resultado dessas observações foi publicado em 1812 um mapa detalhado da área (imagem à direita), estabelecendo com relativa precisão o curso do canal e os seus pontos de inserção nos rios Orinoco e Negro. Estava definitivamente encerrada a polémica sobre a ligação entre os rios amazónicos.